# Columbarium mariae
Columbarium mariae es una especie de molusco gasterópodo de la familia Turbinidae.

## Distribución geográfica
Se encuentra en Nueva Zelanda